# Josef Bruk
Josef Bruk (* 14. března 1935, Heřmanice) je bývalý český hokejový brankář. Po skončení aktivní kariéry působil jako trenér. Byl osobním trenérem Dominika Haška. Jeho synem je bývalý ligový hokejista David Bruk.

## Hokejová kariéra
V československé lize chytal za CHZ Litvínov a Spartu Praha. Odchytal 8 ligových sezón a nastoupil ve 142 ligových utkáních. V nižší soutěži chytal za DSO Dynamo Karlovy Vary a Slavii Praha.

## Klubové statistiky
| 1958/1959 | DSO Dynamo Karlovy Vary | 2. liga | -  | -    | - |
| 1959/1960 | Jiskra SZ Litvínov      | 1. liga | 5  | -    | - |
| 1960/1961 | Jiskra SZ Litvínov      | 1. liga | 21 | 4,05 | - |
| 1961/1962 | Jiskra SZ Litvínov      | 1. liga | 31 | -    | - |
| 1962/1963 | CHZ Litvínov            | 1. liga | 25 | -    | - |
| 1963/1964 | CHZ Litvínov            | 1. liga | 32 | 3,91 | - |
| 1964/1965 | CHZ Litvínov            | 1. liga | 17 | 4,76 | - |
| 1965/1966 | CHZ Litvínov            | 1. liga | 6  | 2,83 | - |
| 1966/1967 | Slavia Praha            | 2. liga | -  | -    | - |
| 1967/1968 | Sparta Praha            | 1. liga | 5  | -    | - |